# Neophoneus servillei
Neophoneus servillei là một loài ruồi trong họ Asilidae. Neophoneus servillei được Macquart miêu tả năm 1838. Loài này phân bố ở vùng Tân nhiệt đới.